# ناحیه کوسووسکا میترویتسا صربستان
ناحیه کوسووسکا میترویتسا صربستان (به صربی: Kosovska Mitrovica District) یک تقسیمات کشوری صربستان در صربستان است که در استان خودمختار کوزوو و متوهیا واقع شده‌است.